# ミケル・バルセロ

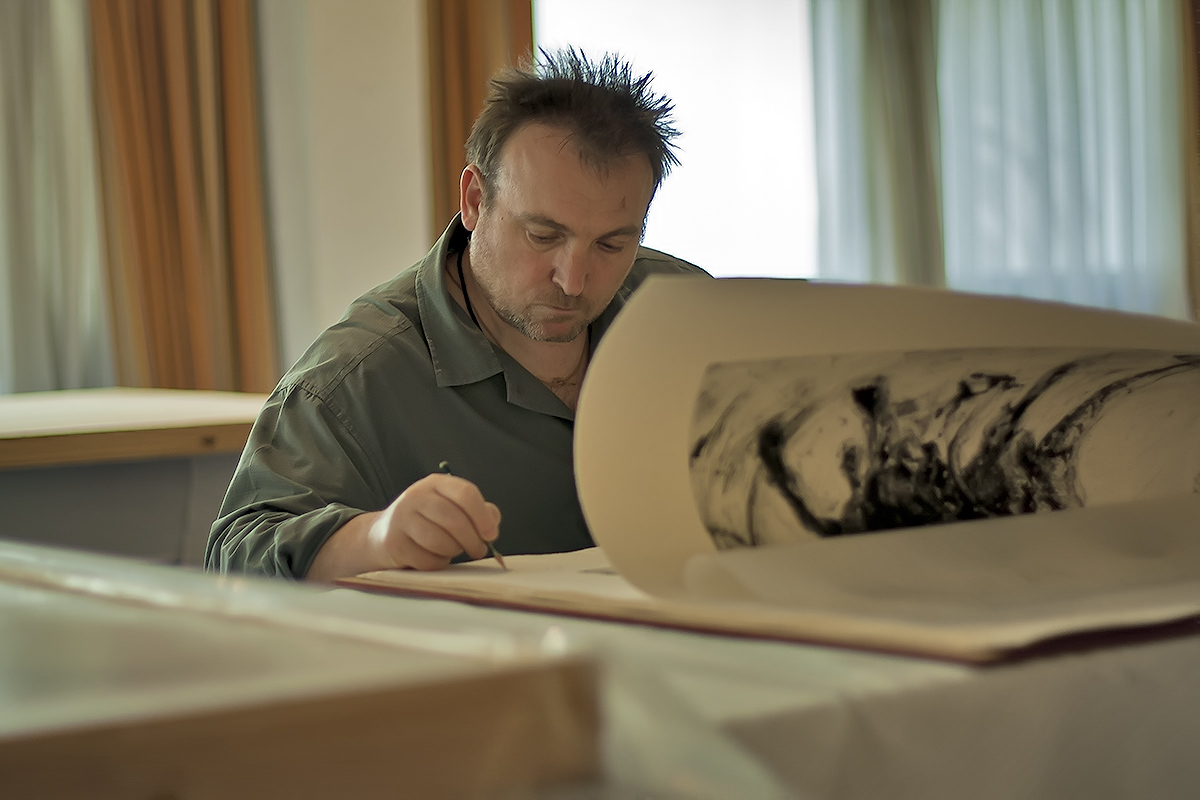
2011年のバルセロ

ミケル・バルセロ・アルティゲス（カタルーニャ語: Miquel Barceló Artigues: ミケル・バルサロー, 1957年1月8日 - ）は、スペインの画家。バレアレス諸島州マヨルカ島のファラニチュ出身。「現代のピカソ」と呼ばれている。